# Шробарова
Шробарова (словац. Šrobárová) — село в окрузі Комарно Нітранського краю Словаччини. Площа села 29,36 км². Станом на 31 грудня 2015 року в селі проживало 502 жителі.
В селі розміщена католицька церква.

## Історія
Перші згадки про село датуються 1926 роком.

## Населення
| Рік:            | 1994. | 2004.   | 2014.   | 2024.   |
| --------------- | ----- | ------- | ------- | ------- |
| Кількість осіб: | 498   | 487     | 508     | 485     |
| Різниця:        |       | -2,20 % | +4,31 % | -4,52 % |

| Рік:            | 2023. | 2024.   |
| --------------- | ----- | ------- |
| Кількість осіб: | 487   | 485     |
| Різниця:        |       | -0,41 % |